# Mariela González
Mariela González (Mariela González Torres; * 5. April 1974) ist eine kubanische Langstreckenläuferin.
1999 wurde sie bei den Panamerikanischen Spielen in Winnipeg Achte über 10.000 m. Im Jahr darauf wurde sie Vierte beim Madrid-Marathon.
2001 siegte sie beim Madrid-Marathon sowie beim Halbmarathon der Leichtathletik-Zentralamerika- und Karibikmeisterschaften im Halbmarathon und kam bei den Halbmarathon-Weltmeisterschaften in Bristol auf den 51. Platz. Im darauffolgenden Jahr verteidigte sie ihren Titel in Madrid.
2003 gewann sie den Marathon der Kubanischen Nationalspiele und holte bei den Panamerikanischen Spielen in Santo Domingo Silber im Marathon. 2004 siegte sie im Marathon erneut bei den Kubanischen Nationalspielen und lief bei den Olympischen Spielen in Athen auf Rang 59 ein.
2005 gewann sie bei den Zentralamerika- und Karibikmeisterschaften Silber über 10.000 m. 2006 siegte sie bei den Nationalspielen im 20-km-Straßenlauf und erreichte beim Marathon der Zentralamerika- und Karibikspiele nicht das Ziel.
2007 siegte sie beim Medio Maratón Aniversario del INDER, beim Villa-Clara-Marathon und beim Marathon der Panamerikanischen Spiele in Rio de Janeiro.
Bei der Marabana siegte sie zehnmal im Halbmarathonbewerb (1994, 1997–2003, 2005, 2006) und einmal im Marathonbewerb (2007).

## Persönliche Bestzeiten
- 5000 m: 16:12,64 min, 10. März 2002, Havanna
- 10.000 m: 33:48,33 min, 8. März 2002, Havanna
- 20-km-Straßenlauf: 1:10:48 h,	23. April 2006, Havanna
- Halbmarathon: 1:14:16 h, 17. Februar 2007, Havanna
- Marathon: 2:36:52 h, 18. April 2004, Havanna